# Mycophenolic
Acid mycophenolic (hay ít chính xác hơn là mycophenolat) là một thuốc ức chế miễn dịch, được dùng chống việc thải loại mảnh ghép trên cư chế kháng nguyên - kháng thể cho những bệnh nhân sau khi cấy ghép cơ quan. Nó ức chế các enzym cần thiết cho sự phát triển của tế bào B và tế bào T. Dạng đầu tiên được dùng trên thị trường là một tiền dược có tên mycophenolate mofetil (viết tắt là MMF) nhằm tăng sinh khả dụng qua đường uống. Gần đây, dạng muối natri mycophenolat cũng đã được đưa vào sử dụng. Acid mycophenlic được biết phổ biến dước cái tên thương mại Cellcept (Mycophenolate mofetil, Roche) và Myfortic (Natri mycophenolat, Norvartis)

## Dược động học / dược lực học
Mycophenolat được chiết xuất từ nấm Penicillium stoloniferum. Mycophenolate mofetil được chuyển hóa tại gan thành dẫn chất có hoạt tính acid mycophenolic. Đây là chất có khả năng ứ chế enzym inosin monophosphat dehydrogenaza, enzym này kiểm soát sự tổng hợp guanin monophosphat trong đường mới của quá trình tổng hợp purin vốn cần thiết cho sự phát triển của các lymphocyte B và T. Mycophenolat có hiệu lực và có thể dùng thay thế cho một thuốc ức chế tăng trưởng khác được dùng từ lâu là azathioprine. Và thường được dùng như là một phần của liệu pháp kết hợp 3 thuốc, trong đó 2 thuốc còn lại là 1 chất ức chế calcineurin (cyclosporine hoặc tacrolimus) và prednisolone.

## Sử dụng trên lâm sàng

### Chỉ định
Nói chung, mycophenolat được dùng để chống thải loại cho những bệnh nhân sau phẫu thuật cấy ghép cơ quan. Cụ thể hơn, mycophenolate mofetil được chỉ định để phòng chống thải loại cơ quan ghép trên người lớn và chống thải ghép thận trên trẻ em > 2 tuổi; trong khi đó, natri mycophenolat thì được chỉ định nhắm chống thải ghép thận trên người lớn. Natri mycophenolat cũng được dùng để phòng thải ghép gan, tim và/hoặc phổi trên trẻ em > 2 tuổi.
Gần đây, nhiều nghiên cứu đã chứng minh rằng mycophenolate mofetil đường uống cũng có hiệu quả và thuyên giảm lupus thận. Thuốc tỏ ra có hiệu quả và ít tác dụng phụ hơn cyclophosphamide đường tiêm trong bệnh lupus thận và đã được chấp thuận trong điều trị bước đầu những rối loạn này.

### Tác dụng phụ
Những tác dụng phụ thường gặp (≥1% số bệnh nhân)khi điều trị với mycophenolat bao gồm: tiêu chảy, buồn nôn, nôn mửa, nhiễm khuẩn, giảm bạch cầu, và/hoặc thiếu máu. Có thể có trường hợp mệt mỏi, đau đầu và/hoặc ho khi điều trị với natri mycophenolat. Natri mycophenolat đường tiêm (IV) cũng thường gây huyết khối và viêm tĩnh mạch huyết khối. Những tác dụng phụ ít gặp (0,1 - 1% số bệnh nhân) bao gồm: viêm thực quản, viêm loét dạ dày, xuất huyết ống tiêu hóa, và/hoặc bội nhiễm cytomegalovirus.

### So sánh với các thuốc khác
So với azathioprin, acid mycophenolic ức chế tế bào lympho chuyên biệt hơn và ít tiêu diệt tế bào tủy xương hơn, ít nhiễm khuẩn cơ hội và tỉ lệ thải loại cấp cũng thấp hơn. Vai trò chính xác của mycophenolat so với azathioprin vẫn chưa được thiết lập hoàn toàn, nhưng nhiều trung tâm dùng thuốc này thay cho azathioprin trên những bệnh nhân nguy cơ cao. Đới với ức chế miễn dịch lâu dài, thuốc có thể dùng để tránh các chất ức chế calcineurine hoặc steroid.

## Hướng sử dụng trong tương lai
Vai trò của acid mycophenolic trong kiểm soát bệnh xuất huyết do thiếu tiểu cầu nguyên nhân miễn dịch (idiopathic thrombocytopenic purpura) và lupus ban đỏ hệ thống (systemic lupus erythematosus) đang được nghiên cứu. Hiện nay thuốc cũng được dùng trong điều trị dài ngày trong duy trì sự giảm Wegener's Granulomatosis.